# Wiatrak holenderski w Polkowicach
Wiatrak holenderski w Polkowicach – zabytkowy murowany wiatrak holenderski przy ul. Głogowskiej w Polkowicach. 

## Historia
W Polkowicach w XIX wieku działało więcej wiatraków. Przy drodze wjazdowej od strony Lubina stało ich sześć. Należały do rodzin Weiss, Werner, Schoenaich i Moshack, Buchelt i Muelle. Kolejne cztery znajdowały się przy drodze prowadzącej z Głogowa. Należały do rodzin Krause, Rutsch oraz Obst. Istniejący do dziś wiatrak należał do rodziny Reichel. Wiatrak został zbudowany w latach 80. XIX wieku na miejscu istniejącego tu drewnianego wiatraka, który spłonął w 1846 roku; nowy właściciel Ernest Zimmerling odbudował wiatrak instalując w nim rezerwową maszynę parową. Jego syn Paul rozbudował wiatrak, a w 1911 roku doprowadził z zakładów energetycznych Leopolda Wierzejewskiego prąd elektryczny. Spowodowało to uniezależnienie działania młyna od siły wiatru. Młyn pracował do lat dwudziestych XX wieku. Był pierwszym młynem elektrycznym w okolicy. Wieża wiatraka ma wysokość około 16 metrów. Wrocławska firma Madsun została właścicielem wiatraka około 2004 roku. Pomimo planów zamienienia go w punkt gastronomiczny, na co zgodził się konserwator zabytków, wiatrak nie był remontowany i niszczał.

## Remont
W grudniu 2015 roku gmina Polkowice odkupiła wiatrak od firmy Medsun. Prace remontowe rozpoczęły się w styczniu 2019 roku. Konserwacja objęła remont fasady budynku, w tym uzupełnienie brakujących cegieł i wymianę zniszczonych, wmurowywanie nowych lic, usunięcie starych fug i wykonanie nowych. We wnętrzu zbudowano żelbetonową konstrukcję schodów, dzięki której uzyskano dostęp do tarasu widokowego. W dachu zamontowano szklany świetlik. Pod koniec 2019 roku zostały również zamontowane 16-metrowe skrzydła. W budynku wiatraka w Centrum Edukacji Multimedialnej została udostępniona wystawa poświęcona historii Polkowic. Wiatrak został połączony szklanym łącznikiem z pawilonem, gdzie działać kawiarnia. Remont miał być ukończony w lipcu 2020 roku, a koszt remontu to około 9 milionów złotych. Uroczyste otwarcie wiatraka miało miejsce 24 lipca 2021 roku. 

## Galeria

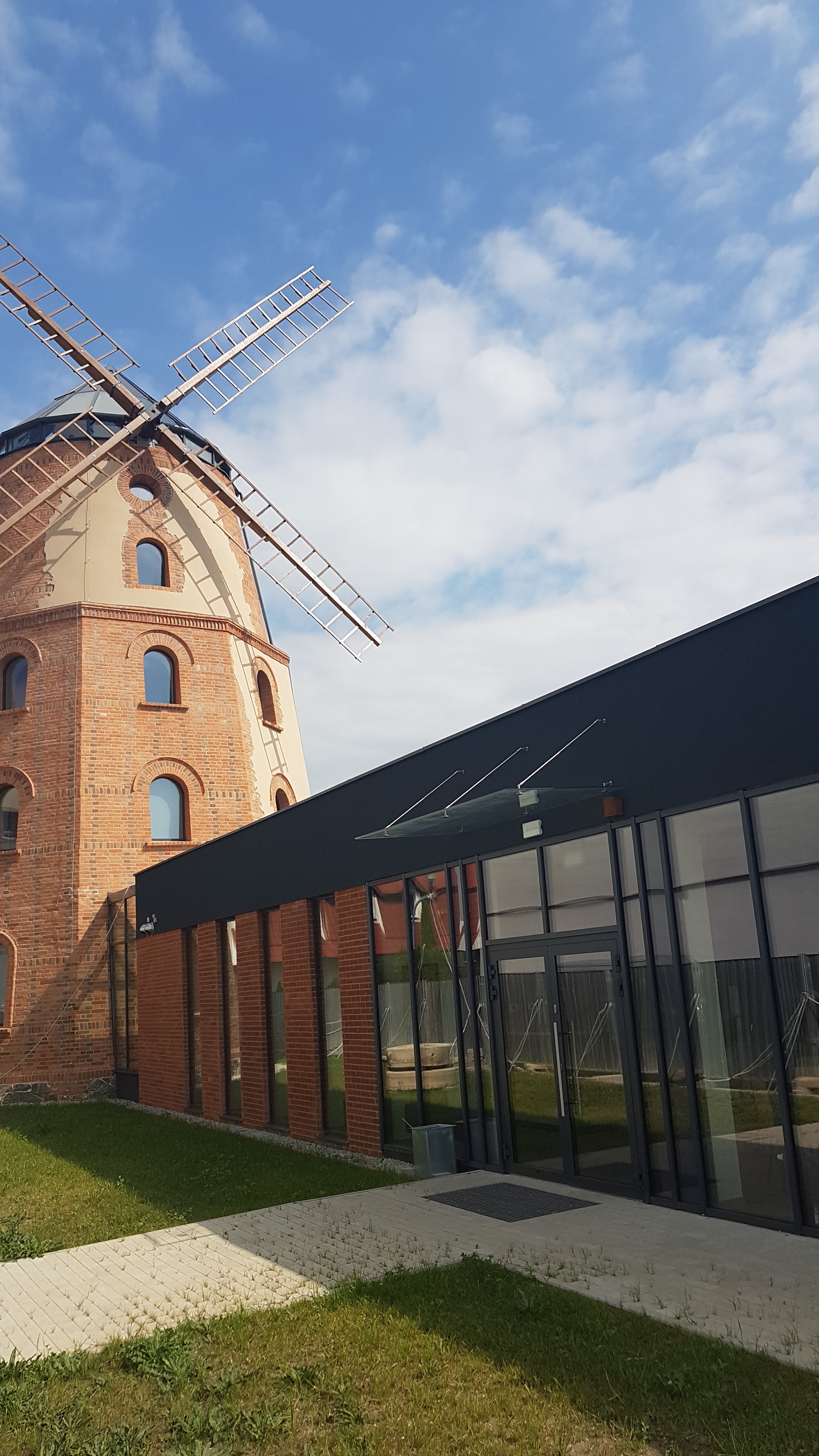
Wiatrak po remoncie. Stan w sierpniu 2020 roku.